# Mare Tranquillitatis

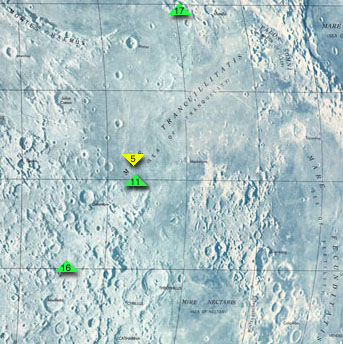
Mondkarte mit dem Mare Tranquillitatis und den Landestellen von Apollo 11, Apollo 17, Apollo 16 und Surveyor 5. Im Südosten befindet sich das Mare Fecunditatis, im Nordosten das Mare Crisium, im Nordwesten das Mare Serenitatis und im Süden das Mare Nectaris

Das Mare Tranquillitatis, von Apollo 8 fotografiert

Das Mare Tranquillitatis (lateinisch für Meer der Ruhe) ist ein Mondmeer auf dem Erdmond.
Es befindet sich auf den selenographischen Koordinaten 8° N 31° O und hat einen mittleren Durchmesser von 875 km.
Im Jahr 1965 schlug hier die Raumsonde Ranger 8 gezielt auf, nachdem sie 7137 Fotografien vom Mond aufgenommen hatte.
Vier Jahre später, am 20. Juli 1969, landete in dem Mare die Apollo-11-Mission, mit ihr betraten die ersten Menschen den Mond. Die Landestelle der ersten bemannten Mondlandung (0, 8° N, 23, 5° O) mit dem zurückgelassenen Teil der Apollo-Mondlandefähre erhielt den Namen „Tranquility Base“. Dort befindet sich auch der erste der drei Lunar Laser Ranging-Reflektoren, der im Rahmen des Apollo-Programms von Buzz Aldrin dort aufgestellt wurde. Mit diesem ist bis heute eine bis auf wenige Zentimeter genaue Messung der Entfernung des Mondes von der Erde möglich. Für die Herstellung der Prismen wurde ein hochtemperaturfestes Quarzglas mit einem besonders niedrigen Brechungsindex verwendet. Die Entwicklung des Glases und die Herstellung der Prismen wurde von der Firma Heraeus in Hanau unter anderem von den Ingenieuren Heinrich Mohn und Peter Hitzschke durchgeführt.